# Iru (plaats)
Iru is een plaats in de Estlandse gemeente Jõelähtme, provincie Harjumaa. De plaats heeft de status van dorp (Estisch: küla).
Het dorp grenst aan de gelijknamige wijk in Tallinn. Die wijk hoorde tot 1975 bij het dorp.

## Bevolking
Het dorp had 450 inwoners op 31 december 2011 en 474 inwoners op 31 december 2021.

## Geschiedenis
Iru was al in 2000 voor Christus bewoond. Tussen de achtste en de vijfde eeuw voor Christus werden rond de vestiging verdedigingswerken aangelegd. Een 15 meter hoge heuvel (Iru linnamägi) bij het dorp is waarschijnlijk de plaats waar ooit een burcht lag. Bij opgravingen zijn hier de oudste ijzeren voorwerpen in Estland gevonden. In de 11e eeuw brandde de vestiging grotendeels af. De heuvel ligt tegenwoordig in de Tallinnse wijk Priisle.
Pas na die tijd, in 1241, maakt een document melding van Iru. Later, in elk geval vanaf de 16e eeuw, hoorde het tot het gebied van het landgoed Väo (Duits: Faeht; de kern van het gebied is nu de gelijknamige wijk in Tallinn). In 1733 werd het dorp samengevoegd met het nabijgelegen Nehatu. In 1816 werd de gemeente Jõelähtme (Duits: Jeglecht) gevormd, met Iru als een van de dorpen.
Het noordelijk deel van Iru, dat voornamelijk uit bos bestond, werd in 1975 door Tallinn geannexeerd. Ook vandaag de dag bestaat het overgrote deel van de wijk nog steeds uit bos. Het aantal inwoners van de wijk Iru is maar een tiende van dat van het dorp.